# جاکومو باسولی
جاکومو باسولی (انگلیسی: Giacomo Bassoli؛ زادهٔ ۱۹ ژوئن ۱۹۹۰) بازیکن فوتبال اهل ایتالیا است.
از باشگاه‌هایی که در آن بازی کرده‌است می‌توان به باشگاه فوتبال بولونیا و باشگاه فوتبال چزنا اشاره کرد.